# NVIDIA DRIVE Sim
NVIDIA DRIVE Sim是NVIDIA发布的一个模块化的开放式平台。

## 简介
NVIDIA DRIVE Sim通过使用NVIDIA的NVIDIA RTX、Omniverse、AI等技术搭建了一个云计算平台来实现高保真仿真。
通过模块化架构，客户可以利用仿真模型来自定义车辆、环境、传感器或交通场景。

## 功能
DRIVE Sim 基于NVIDIA Omniverse构建。借助NVIDIA RTX技术，DRIVE Sim能够对物理级传感器进行实时渲染。DRIVE Sim有一个包含针对环境、场景、车辆、传感器和交通的可配置模型的库。